# نامیا
نامیا (انگلیسی: Namiya) یک فیلم فانتزی معمایی چینی است که در سال ۲۰۱۷ منتشر شد.

## داستان
زمانیکه ۳ فراری از یک فروشگاه متروکه سر در می آورند، اتفاقی ماوراء طبیعی رخ میدهد که آنان را با وقایع چندین سال گذشته مرتبط می کند ...

## نقش ها
- جکی چان در نقش نامیا
- دلربا دل‌مراد در نقش تُنگ تُنگ
- کَری وانگ در نقش شیا بُ
- دُنگ زیجیان در نقش اه جیه
- چِن دولینگ در نقش وانگ وانگ
- لی هُنگ-چی در نقش شین لانگ